# The Legend of Zelda: Majora's Mask
The Legend of Zelda: Majora's Mask (în română Legenda Zeldei: Masca Majorei) este un joc de acțiune-aventuri publicat în 2000 de Nintendo pentru platforma Nintendo 64.
Aproape toate personajele întâlnite în The Legend of Zelda: Ocarina of Time se găsesc și aici, singura diferență fiind rolurile. De exemplu: Kuome și Kotake erau șeful templului spiritului iar în Majora's Mask sunt niște simple vânzătoare de poțiuni.

## Subiect
Povestea începe când cunoscutul personaj Link este atacat de Skull Kid (copil craniu) care poartă o mască înfricoșătoare în timp ce se întoarce din aventura lui. Acesta este însoțit de 2 zâne protectoare: Tael si sora lui Tatl care te va însoți pe tot parcursul jocului. Copilul craniu îi fură obiectul de preț primit de la prințesa Zelda în versiunea anterioară, Ocarina of Time. Link își revine și pleacă după el. Când îi ajunge din urmă, copilul craniu îl transformă într-o creatură ciudată cunoscută ca Decu Scrub. Apoi fuge și o lasă pe Tatl în urmă. Link continuă să îl urmărească până cănd se întâlnesc cu un vânzător de măști care spune că masca purtată de acel copil craniu este masca lui Majora, o mască folosită de triburile din sud în antichitate pentru scopuri necunoscute. Masca este infestată de rău și foarte puternică, de aceea îi cere ajutorul lui Link în schimbul unei căi de a-l transforma înapoi în om.